# Creoleon neftanus
Creoleon neftanus is een insect uit de familie van de mierenleeuwen (Myrmeleontidae), die tot de orde netvleugeligen (Neuroptera) behoort. 
Creoleon neftanus is voor het eerst wetenschappelijk beschreven door Navás in 1930.